# Costa neoClassica
O Costa neoClassica é um navio de cruzeiro pertencente a armadora italiana Costa Crociere S.p.A.. 
Após 27 anos o Costa neoClassica deixará a frota da Costa Crociere em março de 2018. 

## Construção
A embarcação foi construído em 1991 pelo estaleiro Fincantieri - Cantieri Navali Italiani S.p.A. de Margheram na região industrial de Veneza. É o navio gêmeo do Costa neoRomantica. O navio passou por reformas e remodelações nos anos de 2001 e 2005. Mais recentemente, foi repaginado no final de 2014, para se juntar ao conceito neoCollection. Os navios da frota  que são parte deste conceito, são menores e oferecem uma experiência de cruzeiro mais tradicional e requintada, com serviço considerado premium . 
Em 2013, foi para o estaleiro juntamente com os navios Costa Voyager e o Costa neoRiviera para para passar por uma grande reforma. O investimento da Costa Crociere nos três navios ultrapassará 10 milhões de Euro .

## Atrações a bordo
Com 2 restaurantes, 9 bares, 2 piscinas a embarcação conta com 13 decks.